# 段云
段云（1912年—1997年），男，山西蒲县人，中华人民共和国政治人物，曾任国务院财贸办公室副主任，国家计划委员会副主任。